# 榊原郁恵 レディーのときめき
『NISSANミッドナイトステーション 榊原郁恵 レディーのときめき』（にっさんミッドナイトステーション さかきばらいくえ レディーのときめき）は、1981年4月から1983年4月初めまでTBSラジオで放送は月曜深夜（火曜）の24:00 - 25:00の1時間枠で放送されていたラジオ番組。
日産自動車（NISSAN）一社提供による冠スポンサー番組枠『NISSANミッドナイトステーション』の枠内で放送されていた。

## 概要
パーソナリティは榊原郁恵（当時はアイドルから大人の歌手への脱皮を図っていた時期）。
最初の1年間は、榊原本人だけか、ゲストを毎週代わる代わる呼ぶ形式をとった。デビューした頃のエピソードや、今までの歌手・ドラマ・タレントなどとしての体験談などを話したり、初恋の話や家族の話、旅行に行った時の話などと、自分の曲や、他の歌手の曲を流したり、リスナーのハガキを読むこともあった。
当初は「アルバム・郁恵自身Ⅱ」や、「太陽のバカンス」「シャイニングラブ」などの自分のレコードのアピール、初のミュージカルの『ピーターパン』の準備などの宣伝的な色彩が強かった。しかし、次第にゲストを呼び、トーク的な内容に切り替えていった。ゲストとして、高田みづえ、近藤真彦、谷村新司、田代まさし、堺正章、野見山夏子、井上純一などのメンバーが多かった。
2年目の1982年4月になると、「ザ・トップテン」で知り合ったイモ欽トリオの1人である山口良一がレギュラー的に毎週出演するようになり、山口が自分のうんちく話をして、榊原がそれにうなずくと言ったコーナーが多くなった。
| TBSラジオ 月曜日 24:00 - 25:00（NISSANミッドナイトステーション枠）（1981年4月 - 1983年4月） | TBSラジオ 月曜日 24:00 - 25:00（NISSANミッドナイトステーション枠）（1981年4月 - 1983年4月） | TBSラジオ 月曜日 24:00 - 25:00（NISSANミッドナイトステーション枠）（1981年4月 - 1983年4月） |
| 前番組                                                                                      | 番組名                                                                                      | 次番組                                                                                      |
| ------------------------------------------------------------------------------------------- | ------------------------------------------------------------------------------------------- | ------------------------------------------------------------------------------------------- |
| ジャスト・オン・タイム 世界の街角から                                                       | 榊原郁恵 レディーのときめき                                                                 | そこのけ!電リク60分 （月 - 金 24:00 - 25:00）                                               |